# Wolf Spider
Wolf Spider – polski zespół thrashmetalowy.
Zespół powstał w 1985 roku w Poznaniu w składzie: Leszek Szpigiel – śpiew, gitarzyści Maciej Matuszak i Piotr Mańkowski, basista Mariusz Przybylski oraz perkusista Tomasz Goehs. Początkowo zespół nazywał się Wilczy Pająk, w 1988 po występie na Metalmanii zmienił nazwę na jej anglojęzyczny odpowiednik.
W latach 80. jeden z ważniejszych polskich zespołów thrashmetalowych i stały uczestnik festiwalu Metalmania. W późniejszym etapie kariery zespołu na gitarze grał również Dariusz Popowicz znany przede wszystkim z zespołów Acid Drinkers i Armia.
Zespół zawiesił działalność w 1991 po koncercie u boku brytyjskiej formacji Deep Purple w poznańskiej Arenie.
W 2011 zespół został reaktywowany w składzie: Piotr Mańkowski i Maciej Matuszak (gitary), Mariusz Przybylski (bas), Beata Polak (perkusja) i Jacek Piotrowski (śpiew), którego rok później zastąpił Maciej „Rocker” Wróblewski, związany dotychczas z powermetalowym zespołem Titanium.
W tym składzie zespół nagrał i wydał w 2013 płytę EP „It's Your Time”, odbył udaną trasę po Chinach w 2014, oraz wydał album „V”, który ukazał się 9 października 2015.
Na początku roku 2015, krótko po nagraniu partii gitar na płytę, zespół opuścił gitarzysta Maciej Matuszak. Jego miejsce zajął Przemysław Marciniak.
Maciej Wróblewski opuścił zespół jesienią 2016 w związku z intensywną działalnością swojego zespołu, Internal Quiet. Nowym wokalistą został Łukasz Szostak z gdańskiego zespołu Hateseed.

## Dyskografia
- 1987 – Wilczy Pająk (LP)[2]
- 1987 – Metal Invasion (Split)
- 1987 – Metalmania '87 (Split)
- 1989 – Hue of Evil (LP)[2]
- 1990 - Kingdom of Paranoia (LP)[2]
- 1991 - Drifting in the Sullen Sea (LP)[2]
- 2013 – It's Your Time (EP)
- 2015 – V (LP)[2]
- 2023 – VI (LP)[3]

## Muzycy
Obecny skład zespołu
- Jan Popławski - wokal (od 2018)
- Piotr Mańkowski – gitara elektryczna
- Przemysław Marciniak – gitara elektryczna (od 2015)
- Mariusz Przybylski – gitara basowa (1985-1989, od 2011)
- Beata Polak – perkusja (od 2011)

Byli członkowie zespołu
- Leszek Szpigiel – śpiew (1985-1988)
- Jacek Piotrowski – śpiew (1989-1991, 2011-2012)
- Tomasz Zwierzchowski – śpiew (1989)
- Dariusz „Popcorn” Popowicz – gitara elektryczna (1988-1991)
- Tomasz Goehs – perkusja (1985-1991)
- Maciej „Jeff” Matuszak – gitara elektryczna (1985-1989, 2011-2015), gitara basowa (1989-1991)
- Maciej "Rocker" Wróblewski  – śpiew (2012-2016) (gościnnie 2017-18)
- Łukasz Szostak – śpiew (2016-2017)